# Susan Leo
Susan Leo (Brisbane, 10 aprile 1962) è un'ex tennista australiana.

## Carriera
In carriera ha raggiunto 3 finali di doppio. Nei tornei del Grande Slam ha ottenuto il suo miglior risultato raggiungendo i quarti di finale di doppio a Wimbledon nel 1981 e nel 1982, entrambi in coppia con la canadese Marjorie Blackwood.
In Fed Cup ha disputato un totale di 14 partite, collezionando 11 vittorie e 3 sconfitte.

## Statistiche

### Doppio

#### Finali perse (3)
| Numero | Anno            | Torneo                    | Superficie | Compagna         | Avversarie in finale          | Punteggio |
| 1.     | 8 novembre 1981 | Hong Kong Open, Hong Kong | Cemento    | Anne Hobbs       | Ann Kiyomura Sharon Walsh     | 3-6, 4-6  |
| 2.     | 28 aprile 1985  | San Diego Open, San Diego | Cemento    | Rosalyn Fairbank | Candy Reynolds Wendy Turnbull | 4-6, 0-6  |
| 3.     | 12 ottobre 1986 | Taiwan Open, Taipei       | Sintetico  | Gigi Fernández   | Lea Antonoplis Barbara Gerken | 1-6, 2-6  |